# Czerkiesja
Czerkiesja – historyczny region w Kaukazie. Obecnie znajduje się w Karaczajo-Czerkiesji, Republice Adygei i Kabardo-Bałkarii. Zamieszkują ją Czerkiesi. Dawniej był częścią Imperium osmańskiego.

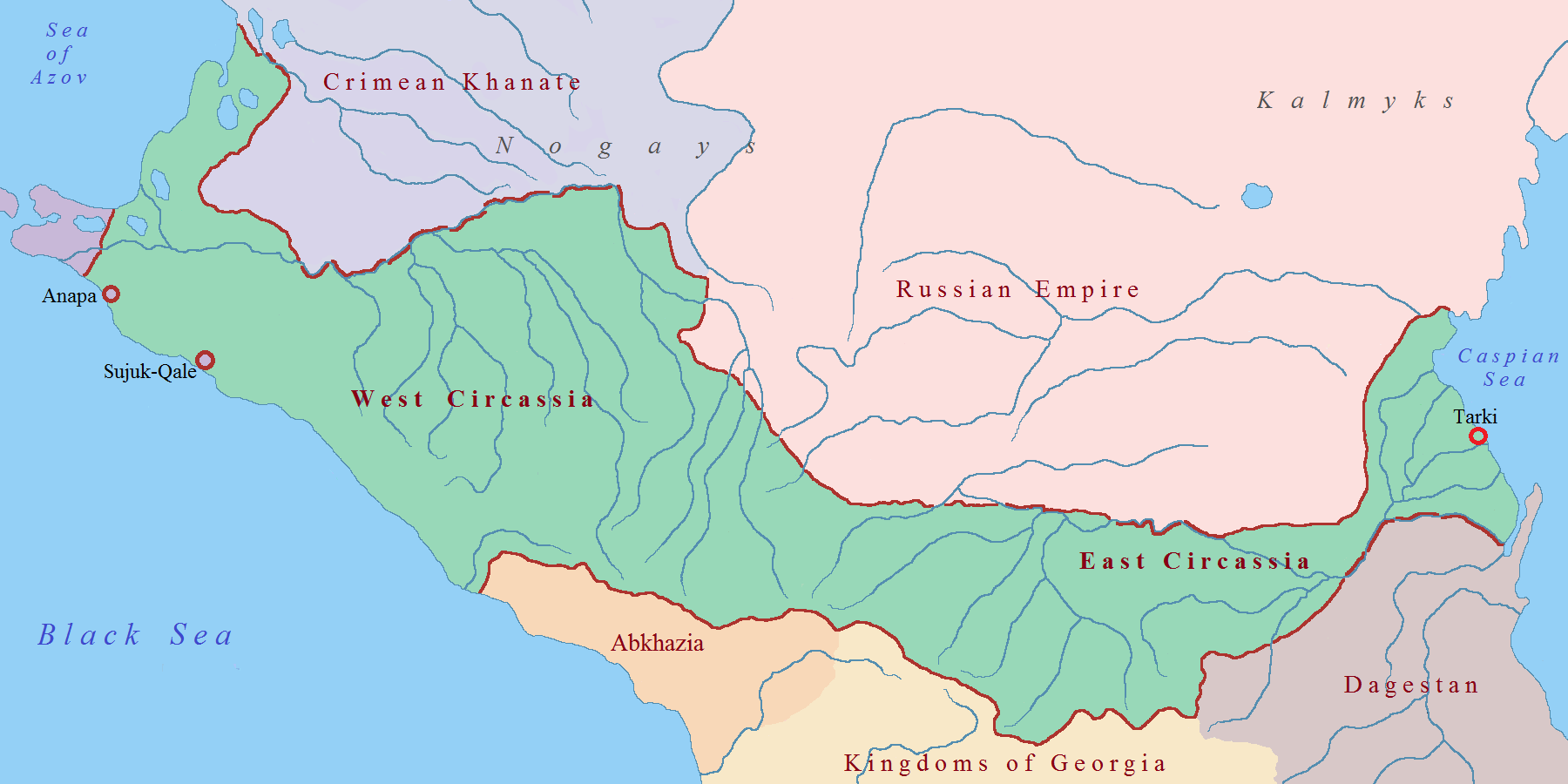
Czerkiesja w 1700 roku
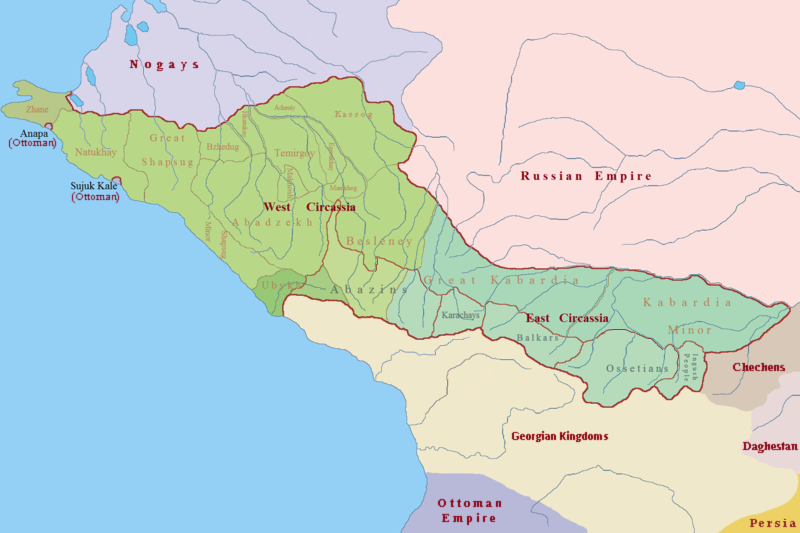
Czerkiesja w 1750 roku
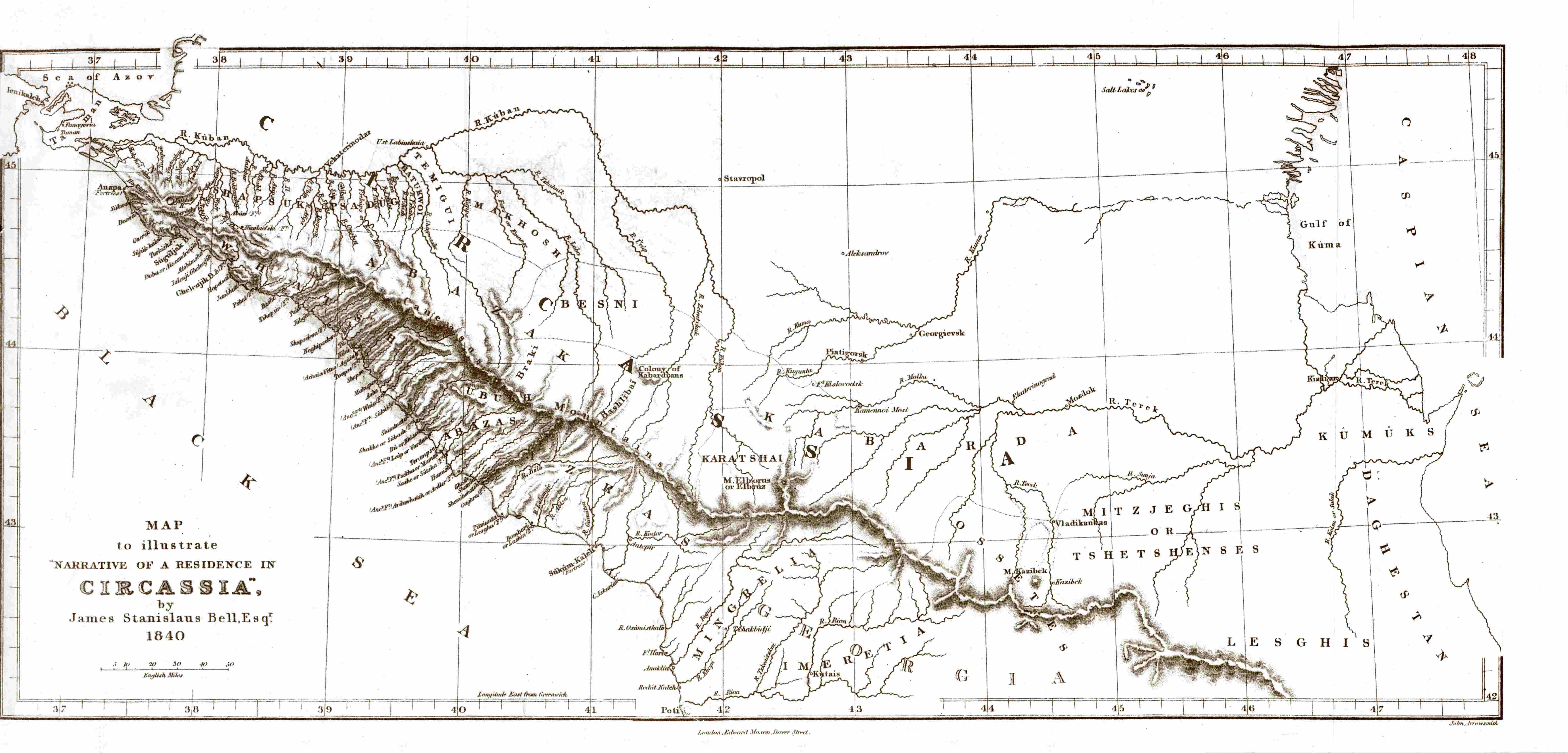
Czerkiesja w 1840 r.